# Ern Malley
Œuvres principales
The Darkening Ecliptic
Ernest Lalor Malley, connu sous le nom Ern Malley, est un poète fictif et la figure centrale du plus célèbre canular littéraire d'Australie, communément appelé canular Ern Malley ou affaire Ern Malley.

## Liminaire
En 1943, James McAuley et Harold Stewart, conservateurs, créent l'ensemble de l'œuvre d'Ern Malley en vue de piéger les membres du groupe Angry Penguins, un mouvement d'art et de littérature modernistes centré autour d'un journal du même nom, coédité par le poète Max Harris et le mécène John Reed, de Heide, à Melbourne.
Imitant la poésie moderniste qu'ils méprisent, les fraudeurs créent délibérément ce qu'ils pensent être de mauvais vers et envoient seize poèmes à Harris, sous le couvert d'Ethel, une supposée sœur survivante d'Ern Malley. Harris et d'autres membres du cercle de Heide, subjugués par cet envoi et ravis par cette poésie, consacrent le numéro suivant de Angry Penguins à Malley, le saluant comme un génie. Le canular, révélé peu après, donne lieu à une cause célèbre et à l'humiliation de Harris, jugé et condamné à une amende pour avoir publié des poèmes au contenu obscène.
Dans les décennies suivantes, le canular s'est avéré être un grave revers pour la poésie moderniste en Australie. Cependant, depuis les années 1970, les poèmes de Ern Malley, bien que connus pour être des canulars, sont devenus un exemple réussi de poésie surréaliste à part entière, vantée par des poètes et des critiques comme John Ashbery, Kenneth Koch et Robert Hughes. Les poèmes de Ern Malley sont maintenant nettement plus lus que ceux de ses créateurs et cette affaire a inspiré de grands écrivains et artistes australiens, tels Peter Carey et Sidney Nolan. Le poète et anthologue américain David Lehman a qualifié Ern Malley de « plus grand canular littéraire du XXe siècle ».

## Contexte
En 1944, James McAuley et Harold Stewart travaillent à la Direction de la recherche et des affaires civiles de l'armée. Avant la guerre, ils faisaient partie du monde de la bohème artistique à Sydney. McAuley joue et chante dans des revues de gauche de l'université de Sydney. Tous deux préférent le modernisme primitif à ses formes ultérieures. McAuley affirme que The Love Song de J. Alfred Prufrock (1917) de T. S. Eliot est une œuvre de génie mais que The Waste Land (1922), considéré par beaucoup comme le plus bel accomplissement d'Eliot, est un gâchis incohérent. Les deux hommes déplorent la « perte de sens et de savoir-faire » dans la poésie. Ils méprisent le magazine de poésie moderniste Angry Penguins et sont mécontents du succès de Max Harris, fondateur et éditeur du magazine.

## Création du canular
McAuley et Stewart décident de faire un canular à Harris et son Angry Penguins en soumettant à ce magazine des poèmes absurdes, sous l'apparence d'un poète de fiction. Ils rédigent une biographie fictive d'Ernest Lalor Malley, qui, selon eux, serait mort l'année précédente à 25 ans ; le nom est un « nom à consonance très australienne », Malley faisant référence à mallee, une classe de végétation australienne, et à malleefowl, un oiseau endémique d'Australie, tandis que Lalor rappelle Peter Lalor, le dirigeant de la révolte d'Eureka en 1854. En un après-midi, ils écrivent dix-sept poèmes, tous de moins d'une page, destinés à être lus dans l'ordre sous le titre The Darkening Ecliptic.
Leur technique d'écriture consiste à écrire la première chose qui leur vient à l'esprit, en puisant des mots ou des phrases dans le Concise Oxford English Dictionary, un recueil de Shakespeare ou un dictionnaire de citations : « Nous avons ouvert des livres au hasard, en choisissant un mot ou une phrase au petit bonheur la chance. Nous en avons fait des listes et les avons tissées avec des phrases absurdes. Nous avons mal cité et fait de fausses allusions. Nous avons délibérément perpétré de mauvais vers et avons sélectionné des rimes maladroites dans le Ripman's Rhyming Dictionary. »
Ils ont également inclus des extraits de leur propre poésie de manière délibérément décousue.
Le premier poème de la séquence, Durer: Innsbruck, 1495, est un essai inédit de McAuley, rédigé pour plaire à Harris :  
I had often cowled in the slumbrous heavy air,

Closed my inanimate lids to find it real,

As I knew it would be, the colourful spires

And painted roofs, the high snows glimpsed at the back,

All reversed in the quiet reflecting waters –

Not knowing then that Durer perceived it too.

Now I find that once more I have shrunk

To an interloper, robber of dead men's dream,

I had read in books that art is not easy

But no one warned that the mind repeats

In its ignorance the vision of others. I am still

The black swan of trespass on alien waters.
David Brooks théorise dans son livre de 2011, The Sons of Clovis: Ern Malley, Adoré Floupette and a Secret History of Australian Poetry, que le canular Ern Malley s'inspirait de la satire de 1885 sur le symbolisme français et le mouvement décadent, Les Déliquescences d'Adoré Floupette par Henri Beauclair et Gabriel Vicaire.
Stewart affirme n'avoir jamais entendu parler de Floupette à l'époque du canular d'Ern Malley ; bien que rien ne prouve que McAuley ait entendu parler de Floupette, son mémoire de maîtrise, intitulé Symbolism: an essay on poetics (« Symbolisme : un essai de poétique »), comporte une étude de la poésie symboliste française.

## Biographie d'Ern Malley
Selon la biographie fictive de ses inventeurs, Ernest Lalor Malley naît à Liverpool, en Angleterre, le 14 mars 1918. Son père est mort en 1920 et sa mère a émigré à Petersham, une banlieue de Sydney en Australie, avec ses enfants, Ern et sa sœur aînée, Ethel. Au décès de sa mère, en août 1933, Ern Malley quitte l'école pour travailler comme mécanicien automobile. Peu de temps après son dix-septième anniversaire, il déménage à Melbourne où il vit seul et travaille comme vendeur d'assurances puis comme réparateur de montres. Atteint de la maladie de Basedow au début des années 1940, Malley refuse le traitement. De retour à Sydney, il s'installe en mars 1943 chez sa sœur, où il devient de plus en plus malade, ainsi que de tempérament difficile, jusqu'à sa mort, à 25 ans, le 23 juillet de la même année.
La vie de poète de Malley n'est connue qu'après que sa sœur Ethel a retrouvé une pile de poèmes inédits. Ces poèmes comportent une brève préface expliquant qu'ils ont été composés sur une période de cinq ans mais ne laisse aucune indication sur ce qu'il fallait en faire. Ethel Malley montre les poèmes à une amie qui lui suggère de les envoyer à un spécialiste, Max Harris de Angry Penguins.

## Réalisation du canular
McAuley et Stewart envoient à Harris une lettre, prétendument d'Ethel, contenant les poèmes et lui demandant son avis sur le travail de son défunt frère. Harris lit les poèmes avec un sentiment d'excitation grandissant : Ern Malley, pensait-il, était un poète de la même classe que W. H. Auden ou Dylan Thomas. Il les montre à son cercle d'amis littéraires, qui s'accordent à dire qu'un poète moderniste d'une grande importance jusqu'alors totalement inconnu vient d'être découvert dans la banlieue australienne. Il décide de sortir une édition spéciale de Angry Penguins et commande à Sidney Nolan, pour la couverture, un tableau basé sur les poèmes.
L'édition "Automne 1944" de Angry Penguins paraît en juin 1944 en raison de retards d'impression en temps de guerre. Harris la promeut avec enthousiasme dans le petit monde des écrivains et des critiques australiens. Toutefois, la réaction n'est pas ce qu'il avait espéré : un article du journal étudiant de l'université d'Adélaïde ridiculise les poèmes et suggère qu'Harris les a lui-même écrits, selon un canular élaboré.

## Le canular révélé

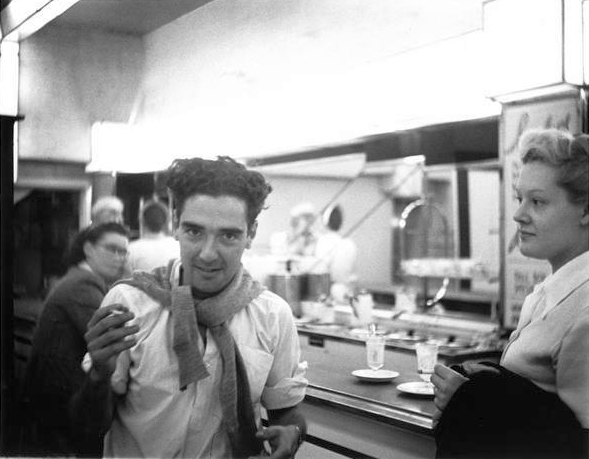
Max Harris avec Joy Hester, artiste des Angry Penguins.

Le 17 juin, le Daily Mail d'Adelaide évoque la possibilité que Harris soit l'auteur du canular plutôt que sa victime. Alarmé, Harris engage un détective privé pour déterminer si Ern et Ethel Malley existent. La semaine suivante, le Sunday Sun de Sydney affirme dans sa une que les poèmes d'Ern Malley ont été écrits par McAuley et Stewart.
La police sud-australienne saisit le numéro des Angry Penguins consacré à The Darkening Ecliptic au motif que ses poèmes sont obscènes.

Après la révélation du canular, McAuley et Stewart écrivent :
M. Max Harris et les autres auteurs des Angry Penguins représentent un exemple australien d'une mode littéraire devenue célèbre en Angleterre et en Amérique. La particularité de cette mode, nous semblait-il, était de rendre ses adeptes insensibles à l'absurde et incapables de discernement ordinaire. Notre sentiment était que, par un processus d'auto-illusion critique et d'admiration mutuelle, les auteurs de ces absurdités dénuées d'humour avaient réussi à les faire passer pour de la grande poésie auprès des intellectuels et des bohèmes en herbe, ici et ailleurs. Leur œuvre nous apparaissait comme un recueil d'images criardes, dénuées de sens et de structure cohérents. Cependant, il était possible que nous ayons tout simplement échoué à pénétrer la substance profonde de ces productions. La seule façon de trancher était l'expérimentation. Après tout, c'était normal. Si M. Harris avait fait preuve de suffisamment de discernement pour rejeter les poèmes, alors la situation aurait été inversée. 

## Impact immédiat
La police sud-australienne poursuit Harris pour avoir publié des écrits immoraux et obscènes. Le seul témoin à charge est le détective de la police Volgelsang, dont le témoignage est plein d'humour involontaire : « Une autre preuve d'indécence était le mot "incestueux". Je ne sais pas ce que signifie "incestueux" mais je pense qu'il y a une suggestion d'indécence à ce sujet. » Si plusieurs éminents témoins experts plaident en faveur de M. Harris, il a été toutefois reconnu coupable et condamné à une amende de 5 livres.
Angry Penguins disparaît peu après, à cause d'une affaire de diffamation intentée contre Harris pour une critique indépendante.
Nombre de personnes, y compris instruites et s'intéressant aux arts, restent persuadés de la validité de l'expérience de McAuley et Stewart : ils ont délibérément écrit de la mauvaise poésie, l'ont transmise sous un pseudonyme plausible à l'éditeur de poésie moderniste le plus en vue du pays et l'ont pris au piège prouvant qu'il ne pouvait pas différencier la vraie poésie de la fausse, la bonne de la mauvaise.
Le canular a eu des répercussions durables. L'Oxford Companion to Australian Literature déclare : « L'effet qu'il a eu sur le développement de la poésie australienne est plus important que le canular lui-même. Le mouvement vigoureux et légitime pour le modernisme dans l'écriture australienne, adopté par de nombreux écrivains et critiques en plus des membres du groupe Angry Penguins, a subi un revers sévère et l'élément conservateur a été sans aucun doute renforcé. »
La controverse s'est poursuivie pendant plus de vingt ans et s'est étendue au-delà de l'Australie lorsque le critique littéraire britannique Herbert Read est aussi pris au piège.

## McAuley, Stewart et Harris dans leurs dernières années
McAuley publie ensuite plusieurs volumes de poésie et fonde, avec Richard Krygier, la revue littéraire et culturelle Quadrant. À partir de 1961, il est professeur d'anglais à l'université de Tasmanie ; il meurt en 1976.
Stewart s'installe définitivement au Japon en 1966 et publie deux volumes de traductions de poèmes japonais traditionnels qui deviennent des best-sellers en Australie ; il meurt en 1995.
Harris, une fois rétabli de son humiliation, tire le parti de sa notoriété en publiant, de 1951 à 1955, un autre magazine littéraire appelé Ern Malley's Journal. En 1961, par défi, il republie les poèmes d'Ern Malley, affirmant que, quoi que M. McAuley et Stewart aient eu l'intention de faire, ils avaient produit des poèmes mémorables. Harris devient ensuite libraire et chroniqueur de journaux réputé. Ses opinions politiques évoluent vers la droite avec l'âge alors qu'il était membre du Parti communiste à l'époque du canular et, au milieu des années 1960, il affirme sympathiser avec les motivations de McAuley et Stewart pour créer Ern Malley [réf. nécessaire]. Harris meurt en 1995.

## Réappréciation ultérieure
Les poèmes sont régulièrement republiés et cités. On compte au moins vingt publications de The Darkening Ecliptic, complètes ou partielles, non seulement en Australie, mais également à Londres, Paris, Lyon, Kyoto, New York et Los Angeles.
Max Harris estime que « [p]arfois, le mythe est plus grand que ses créateurs », et d'autres sont d'accord avec son évaluation. Robert Hughes écrit : 
 Les défenseurs d'Ern ont essentiellement soutenu que sa création prouvait la validité des procédures surréalistes : en laissant tomber leur garde, en s'ouvrant à la libre association et au hasard, McAuley et Stewart avaient atteint l’inspiration en empruntant la porte latérale de la parodie ; et bien que l’on ne puisse le dire de tous les poèmes, dont certains sont partiellement ou totalement du charabia, c’est une vérité à prendre en compte… L'énergie d'invention que McAuley et Stewart ont déployée pour inventer Ern Malley a créé une icône de valeur littéraire, et c'est pourquoi il continue de hanter notre culture.
 

Dans les « Notes individuelles sur les œuvres et les auteurs » du Dossier spécial sur les collaborations de Locus Solus, Kenneth Koch écrit : « Même si Harris avait tort de dire qui était Ern Malley (si on peut utiliser ce mot ici), difficile de ne pas être d'accord avec son jugement de la poésie de Malley. »
 Je pense que c'était le premier été que j'étais à Harvard en tant qu'étudiant et j'ai découvert une merveilleuse librairie dans laquelle je pouvais obtenir de la poésie moderne et ils avaient l'édition originale de The Darkening Ecliptic avec la couverture de Sidney Nolan. […] J'ai toujours eu un goût prononcé pour la sorte de poésie expérimentale sauvage et ce poète me convenait très bien. […] Je suis obligé de passer un examen final dans mon cours de rédaction en poésie [au Brooklyn College, NY], ce que j'ai toujours assez de mal à faire, car nous n'avons jamais vraiment étudié. Les étudiants ont écrit des poèmes de mérites divers et, bien que je leur donne des listes de lecture, ils ont tendance à les ignorer, après les avoir d'abord demandés. Et la façon dont le cours est mis en place ne permet pas de les examiner lors de la lecture. Et de toute façon, ils ne devraient pas avoir à passer un examen parce que ce sont des poètes qui écrivent de la poésie, et je n'aime pas l'idée de noter les poèmes. Donc, pour passer le temps de l'examen, je devais penser à divers subterfuges, dont l'un consistait à utiliser l'un des poèmes de Malley et un autre poème d'une modernité déconcertante, souvent l'un des Mercian Hymns de Geoffrey Hill. Et leur demander s'ils peuvent deviner lequel est le vrai poème d'un poète contemporain respecté et lequel est destiné à ridiculiser la poésie moderne, et quelles en sont les raisons. Et je pense qu'ils ont raison environ 50 % du temps, en identifiant la fraude... [le] poème frauduleux 
En 1974, parmi les expositions du festival d'Adélaïde à la galerie d'art de l'Australie-Méridionale figure celle de Sidney Nolan Ern Malley et le jardin paradisiaque. L'exposition de 2009 Ern Malley : le canular et l'au-delà au musée d'art moderne Heide est la première à étudier en profondeur la genèse, la réception et les conséquences du canular.
L'ironie finale tient à la gloire : Malley est mieux connu et plus lu aujourd'hui que McAuley ou Stewart,,.

## Références à Ern Malley et au canular

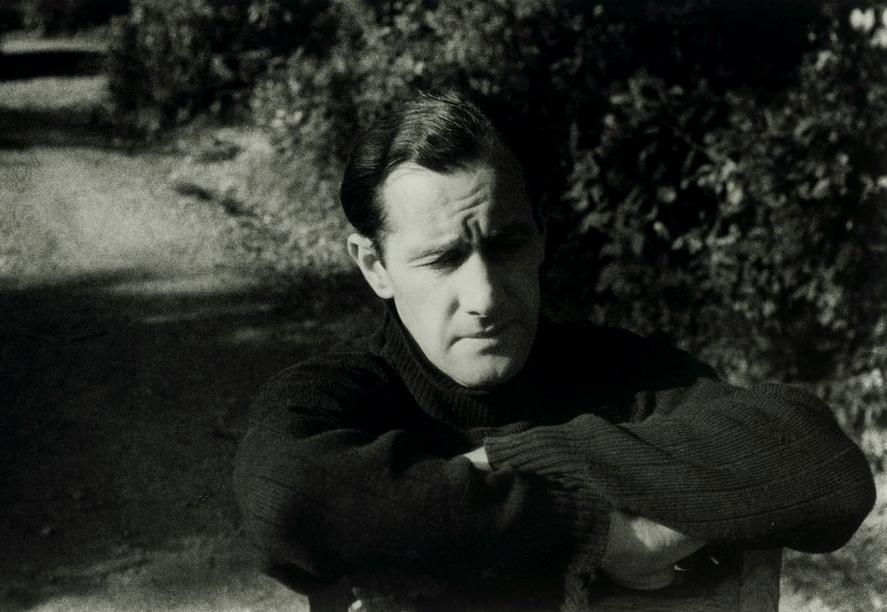
Sidney Nolan, artiste des Angry Penguins, a créé des centaines d'œuvres sur le thème d'Ern Malley et déclaré que les poèmes l'inspiraient pour sa série de Ned Kelly.